# Ganzenmarkt (Bredevoort)

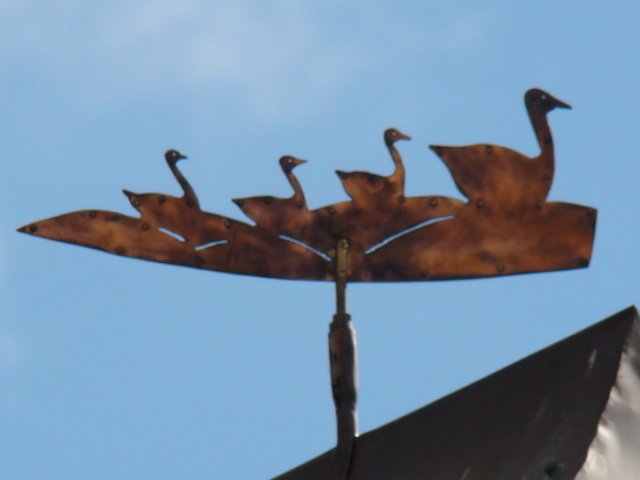
Stille getuigen aan de Ganzenmarkt

De Ganzenmarkt is een vergeten straat in het oude centrum van Bredevoort. De straat begint als zijstraat van de Gasthuisstraat en loopt dan noordelijk door tot aan de Hozenstraat. Ten oosten van de steeg ligt nog altijd het voormalige marktpleintje, tegenwoordig ingericht als tuinen van de aangrenzende woningen.

## Geschiedenis
De Ganzenmarkt is een van de meest onbekende straatjes in Bredevoort, alleen de oudste inwoners kennen haar nog bij naam. Vroeger werd hier daadwerkelijk een ganzenmarkt gehouden. Ook stond hier de eerste Synagoge van Bredevoort. De Joodse gemeenschap woonde voornamelijk aan de Hozenstraat, waar zij ook een begraafplaats hadden. Tegenwoordig is het pleintje op de nog bestaande steeg na, ingericht als tuin van de aangrenzende woningen. Slechts een koperen windwijzer met ganzen op een van de schoorstenen getuigt nog aan het feit dat hier ooit de Bredevoortse Ganzenmarkt lag.
Ambthuiswal · Ambtshof · Bastionstraat · Bleekwal · Boterstraat · Frederik Hendrikstraat · Ganzenmarkt · Gasthuisstraat · Hozenstraat · Izermanstraat · Kerkstraat · Kleine Gracht · Kloosterdijk · Koppelstraat · Kruittorenstraat · Landstraat · Markt · Muizenstraat · Officierstraat · Pater Jan de Vriesstraat ·  Prins Mauritsstraat · Prinsenstraat · Roelvinkstraat · Stadsbroek · Stationsweg · Vismarkt · 't Walletje · 't Zand